# 24 godziny (film)
24 godziny (ang. Trapped) – film fabularny produkcji amerykańsko-niemieckiej z 2002 roku w reżyserii Luisa Mandokiego. Oparty jest na powieści Grega Ilesa pod tym samym tytułem. Jest to ostatni film w dorobku wybitnego polskiego operatora filmowego, Piotra Sobocińskiego, który zmarł na atak serca tydzień po rozpoczęciu zdjęć. Zastąpił go amerykański operator Frederick Elmes. Film został zadedykowany zmarłemu operatorowi.

## Opis fabuły
Film zaczyna się przedstawieniem postaci granej przez Kevina Bacona, Joego Hickeya, który zajmuje się porywaniem dzieci bogatych ludzi dla okupu.
Następnie poznajemy rodzinę, której głową jest Will Jennings (Townsend), lekarz pracujący w laboratorium, który zakończył swoją dobrze zapowiadającą się karierę po odkryciu nowego lekarstwa.
Córka Jenningsów zostaje porwana przez Hickeya i jego wspólników. Sytuacja pogarsza się przez problemy dziewczynki ze zdrowiem. Film opowiada o życiu rodziny, rozdzielonej przez bandytów.

## Obsada
- Charlize Theron jako Karen Jennings
- Courtney Love jako Cheryl Hickey
- Stuart Townsend jako Dr Will Jennings
- Kevin Bacon jako Joe Hickey
- Pruitt Taylor Vince jako Marvin
- Dakota Fanning jako Abby Jennings
- Steve Rankin jako Hank Ferris
- Gary Chalk jako Agent Chalmers
- Jodie Markell jako Mary McDill
- Matt Koby jako Peter McDill
- Gerry Becker jako Dr Stein